# Synchronizované plavání na Letních olympijských hrách 2020
Synchronizované plavání na Letních olympijských hrách 2020 v Tokiu se konalo od 2. do 7. srpna 2021.

## Medailistky
| Soutěž   | Zlato | Stříbro | Bronz |
| -------- | --- | --- | --- |
| Dvojice  | Sportovci ROV (ROC) · Světlana Kolesnichenko · Světlana Romašinová | Čína (CHN) · Huang Xuechen · Sun Wenyan                                                                                | Ukrajina (UKR) · Marta Fiedina · Anastasiya Savchuk |
| Družstva | Sportovci ROV (ROC) · Vlada Chigireva · Marina Goliadkina · Světlana Kolesnichenko · Polina Komar · Alexandra Patskevich · Světlana Romašinová · Alla Shishkina · Maria Shurochkina | Čína (CHN) · Feng Yu · Guo Li · Huang Xuechen · Liang Xinping · Sun Wenyan · Wang Qianyi · Xiao Yanning · Yin Chengxin | Ukrajina (UKR) · Maryna Aleksiiva · Vladyslava Aleksiiva · Marta Fiedina · Kateryna Reznik · Anastasiya Savchuk · Alina Shynkarenko · Kseniya Sydorenko · Yelyzaveta Yakhno |

## Přehled medailí
| Pořadí | Země          | Zlato | Stříbro | Bronz | Celkově |
| ------ | ------------- | ----- | ------- | ----- | ------- |
| 1      | Sportovci ROV | 2     | 0       | 0     | 2       |
| 2      | Čína          | 0     | 2       | 0     | 2       |
| 3      | Ukrajina      | 0     | 0       | 2     | 2       |
| celkem | celkem        | 2     | 2       | 2     | 6       |